# Кузнецов, Виталий Яковлевич
Виталий Яковлевич Кузнецов (16 февраля 1941, Новое Мазино, Мензелинский район, Татарская АССР, СССР — 12 октября 2011, Москва, Россия) — заслуженный мастер спорта СССР по дзюдо и самбо, мастер спорта СССР по вольной и греко-римской борьбе. Серебряный призёр Олимпийских игр, неоднократный победитель и призёр чемпионатов мира и Европы по дзюдо и самбо.

## Биография
Виталий Кузнецов родился в селе Новое Мазино в Татарстане. С детства занимался тяжёлым физическим трудом, был молотобойцем на кузне. Как и многие мальчишки в Татарстане, занимался национальной борьбой на поясах курэш. Осенью 1961 года в Зеленодольске выиграл открытое первенство Татарской АССР по борьбе на поясах и в этом же году был призван в армию, где в Куйбышеве в спортроте начал осваивать классическую борьбу, в 1962 году попал в ЦСКА, где продолжил занятия у Александра Мазура, известного тренера, чемпиона мира. В том же году стал чемпионом Приволжского военного округа. В ЦСКА также продолжил образование в вечерней школе, так как к тому времени закончил только три класса начальной школы. В 1963 году занял третье место на первенстве Вооружённых сил в Москве.
Однако борец, увидев тренировки самбистов, решил попробовать себя в самбо, как более привычном виде со времён занятий борьбой на поясах, где имеется возможность захвата за пояс.

— Знаешь, я привык на сабантуях крепко держать кушак-полотенце, а вот в классической борьбе схватиться не за что. Если бы правила были как в самбо и дзюдо, я бы любого поборол…

Вите я показал, что они борются босиком и больно им, когда делают подсечки. Он, задрав брюки, показал большой шрам на правой ноге.

— Что это, — спросил я.

— Это трактор по моей ноге проехал и то живу. А их пинки для меня будут как укус комара
В 1964 году выступил на чемпионате Москвы по самбо и одержал там победу, после чего перешёл в этот вид борьбы, а вместе с тем и дзюдо, которое в СССР ещё не было отделено от самбо.
Первые значительные успехи к Виталию Кузнецову пришли в 1969 году, когда он занял третье место на чемпионате СССР по самбо и стал бронзовым призёром чемпионата Европы по дзюдо, как в личном, так и в командном первенстве. После этого борец на чемпионатах СССР по самбо вплоть до 1982 года, когда он оставил карьеру, входил в тройку призёров, исключая два года. В 1970 году выиграл международный турнир в Тбилиси по дзюдо, в 1971 году стал чемпионом Европы в личном первенстве и бронзовым призёром в командном, а также стал вторым на чемпионате мира по дзюдо, затем выиграл Кубок Адриатики и международный турнир в Линце. В 1972 году на чемпионате Европы по дзюдо остался третьим, тем не менее став чемпионом в команде и в том же году выиграл первый чемпионат Европы по самбо.
Выступая на Летних Олимпийских играх 1972 года в Мюнхене, боролся в абсолютной категории. В его категории боролись 26 спортсменов, разделённые на две группы. Борец, победивший во всех схватках группы выходил в полуфинал, где встречался с борцом из другой группы, вышедшим в полуфинал по результатам «утешительных» схваток. В «утешительных» схватках встречались те борцы, которые проиграли победителю группы: так, проигравший борец «Б» в первой схватке борцу «А», во второй схватке (при условии, что борец «А» свою вторую схватку выиграл) боролся с проигравшим борцу «А», и если выигрывал, то продолжал участвовать в турнире до тех пор, пока борец «А» не проигрывал, и если борец «А» выходил в полуфинал, то борец «Б» также выходил в полуфинал. Таким образом, исключалась возможность того, что в первых схватках выбывали сильные борцы, и в данном случае это сыграло свою роковую для Виталия Кузнецова роль.
В 1/16 турнира Виталий Кузнецов победил Брайана Джонсона (США), в 1/8 Тиаки Исии (Бразилия). В 1/4 советскому борцу предстояла встреча с Виллемом Рюска, уже завоевавшим на этих Олимпийских играх золотую медаль в категории до 93 килограммов, двукратным чемпионом мира, семикратным чемпионом Европы, десятикратным чемпионом Нидерландов. Виталий Кузнецов сумел провести боковой переворот (тэ гурума), приём который требует немалой физической силы, и победил фаворита. В полуфинале Виталий Кузнецов выиграл у выступавшего тогда за Великобританию Анджело Паризи (вышедшего в полуфинал по результатам утешительных схваток в другой группе), а Рюска, в свою очередь, встретился с Клаусом Гланном (что интересно, уже в третий раз на играх), победителем другой группы и выиграл встречу. Таким образом, в финале Виталий Кузнецов вновь встречался с Рюска, и на этот раз Рюска постарался скорее перевести встречу в партер, что ему удалось: на третьей минуте схватки Рюска провёл заднюю подножку (о-сото-гари), оцененную в юко, после чего перешёл на удержание поперёк с захватом туловища и бедра (ёко-сихо-гатамэ), и удержав положенные тридцать секунд, одержал чистую победу, а Виталий Кузнецов завоевал серебряную медалью.
В дзюдо, после олимпийских игр в Мюнхене, Виталий Кузнецов вновь становится вторым на чемпионате мира (1979), побеждает в командном первенстве Европы (1979) и становится вице-чемпионом Европы в команде (1978), занимает второе место в личном зачёте чемпионата Европы (1979), четырежды становился победителем турнира Дружественных армий, побеждает на открытом Кубке Венгрии, четыре раза становится вторым на чемпионате СССР и один раз становится чемпионом СССР. В самбо, наряду с выступлениями на чемпионатах СССР, дважды завоёвывает звание чемпиона мира и ещё дважды — Европы, становится обладателем Кубка мира (1977).
Выступил также и на Летних Олимпийских играх 1980 года в Москве в категории свыше 95 килограммов, но проиграл Радомиру Ковачевичу (Югославия), получив сидо.
Виталий Кузнецов обладал недюжинной физической силой. По словам чемпиона мира по самбо Александра Федорова, Виталий Яковлевич гнул медные советские пятаки голыми руками. Также по словам мастера спорта СССР по дзюдо Владимира Иваницкого на одной руке оторвал от татами 3-кратного чемпиона Европы по дзюдо Алексея Тюрина, взяв его за пояс (вес Тюрина составлял не менее 145 кг). Одним из коронных бросков Виталия Кузнецова был бросок через грудь с прогибом, характерный для борьбы на поясах.
Виталий Кузнецов мог бросить через грудь любого оппонента, независимо от его мастерства и профессионального уровня 
.
Также о манере борьбы Виталия Кузнецова:
В его обиходном арсенале были броски, свойственные «мухачам»: через грудь, через спину в разнообразных вариациях. Причем вхождение в бросок было взрывное и легкое. Кузнецов умел моментально взвинчивать темп схватки.
Оставил карьеру только в 1983 году, в 42-летнем возрасте. Затем занимался разной деятельностью, в том числе водил такси. Умер в 2011 году.